# Gianluca de Lorenzi
Gianluca de Lorenzi (Ravenna, 21 februari 1972) is een Italiaans autocoureur en teameigenaar.

## Carrière
Nadat hij had deelgenomen aan het karting, waarin hij in 1990 derde werd in de Formule A, maakte De Lorenzi in 1991 zijn Formule 3-debuut in het Italiaanse Formule 3-kampioenschap. Na enkele seizoenen in dit kampioenschap, waarvoor hij in 1992 ook had deelgenomen aan de Masters of Formula 3, stapte hij in 1996 over naar de touring cars in het Italian Super Touring Championship.
In 2000 reed De Lorenzi in het European Super Touring Championship voor het fabrieksteam van Alfa Romeo, Alfa Team Nordauto, en eindigde als zevende in het kampioenschap. In 2001 richtte hij zijn eigen team op, GDL Racing, en eindigde opnieuw als zevende in het ESTC.
In 2003 eindigde De Lorenzi als tweede achter Salvatore Tavano in het ISTC voor GDL Racing en in 2004 werd hij hier derde. In 2005 waren enkele races van het kampioenschap onderdeel van het World Touring Car Championship, en De Lorenzi eindigde achter Alessandro Zanardi als tweede in het Italiaanse kampioenschap.
Nadat hij zich in 2006 voornamelijk concentreerde op het onderhouden van zijn eigen team, keerde De Lorenzi in 2007 terug in de autosport en eindigde achter Andrea Boldrini als tweede in de Italiaanse Porsche Carrera Cup. Vanaf 2009 neemt hij deel aan verschillende GT-kampioenschappen, waaronder de International GT Open. In 2009 werd hij derde in het Italiaanse GT-kampioenschap en in 2013 eindigde hij als tweede in de 24 uur van Barcelona.